# Currenta-Entsorgungszentrum
Das Currenta-Entsorgungszentrum, auch bekannt als Entsorgungszentrum Bürrig, ist eine Sondermüll-Entsorgungsanlage des Unternehmens Currenta in Leverkusen und entstand 1966 als Teil des Bayer-Konzerns.
Zum Zentrum des Areals zählen eine Müllverbrennungsanlage, die seit 1967 in Betrieb ist, ein Gemeinschaftsklärwerk mit 31 m hohem Faulturm aus dem Jahr 1980 und die Deponie am Alten Bürriger Deich. Für ihren Bau wurden in den 1960er Jahren die Läufe der Gewässer Dhünn und Wupper nach Norden verlegt.
2011 beschloss der Chemparkbetreiber Currenta, zusammen mit der kommunalen Entsorgerfirma Avea eine Schlackenaufbereitungsanlage aufzubauen. Zudem wurde eine Erhöhung der Auslastung der Sondermüllverbrennungsanlage von bis dahin 80.000 Tonnen pro Jahr auf 120.000 Tonnen beantragt. Dort wird unter anderem Hexachlorbenzol verbrannt.

## Lage
Das Zentrum befindet sich in Leverkusen-Wiesdorf nahe Bürrig, nördlich des Chemparks (ehemals Bayerwerk) und des Autobahnknotens von A 1 und A 59 (Autobahnkreuz Leverkusen-West) und der Dhünnaue. Die ersten Wohnhäuser von Bürrig östlich und Wiesdorf im Süden liegen weniger als einen Kilometer vom Betriebsgelände entfernt. Der Kölner Stadtteil Merkenich liegt westlich auf der anderen Rheinseite circa 1,5 Kilometer entfernt. Im Norden schließt Leverkusen-Rheindorf an.

## Sonderabfalldeponie Leverkusen-Bürrig
Die von Currenta betriebene Sonderabfalldeponie Leverkusen-Bürrig wurde 1970 als Deponie für Sonderabfälle in Betrieb genommen. Sie hat die Deponieklasse DK III, verfügt über eine Fläche von 65 ha und hat ein Gesamtvolumen von 25.000.000 m³ bei einem Restvolumen von 6.700.000 m³ (Stand Dezember 2018). Zu den verbrachten Materialien zählen Asbestabfälle, Mineralfaserabfälle, Farbmittel, Pigmente, staubende Abfälle und geruchsintensive Abfälle. Die Geländehöhe wird bei vollständiger Verfüllung 100 m ü.NN. betragen.

## Störfälle
Am 15. Juli 1980 explodierten Flüssigabfälle im Anlieferungsbunker der Sondermüllverbrennung. Dabei wurde ein Baggerführer getötet und acht Mitarbeiter wurden verletzt, einige von ihnen schwer. In den angrenzenden Stadtteilen um Bürrig gingen mehrere tausend Fensterscheiben zu Bruch. Die zerstörte Anlage fiel nach dem Unglück für geraume Zeit aus.
Am 7. Januar 2010 brach ein Brand im Gebindelager mit Produktionsabfällen aus. Er konnte erst nach mehreren Stunden gelöscht werden und die Aschepartikel des Feuers regneten über dem nördlich gelegenen Rheindorf nieder. Wie schon beim Störfall 1980 bestand, nach offiziellen Angaben, keine Gefahr für die menschliche Gesundheit und die Umwelt.
Am 27. Juli 2021 gerieten mehrere Behälter mit Gemischen verschiedener Lösungsmittel in Brand. Es kam zu einer massiven Explosion. 7 Menschen starben, 31 wurden verletzt, fünf davon schwer.